# Oncidium reflexum
Oncidium reflexum är en orkidéart som beskrevs av John Lindley. Oncidium reflexum ingår i släktet Oncidium och familjen orkidéer. Inga underarter finns listade i Catalogue of Life.

## Bildgalleri

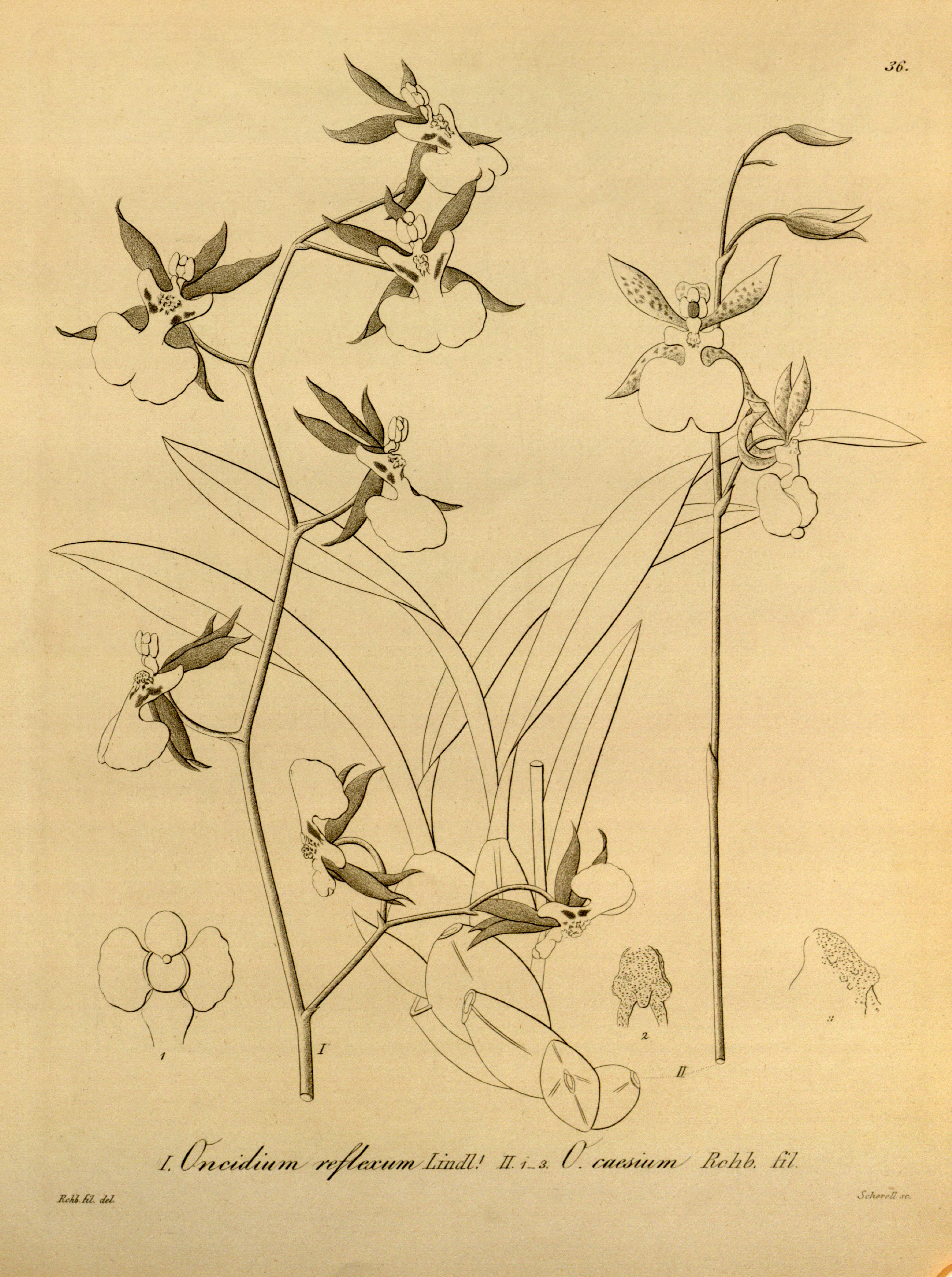